# LZ 20 'ZV'
De ZV was een zeppelin en werd tijdens de Eerste Wereldoorlog gebruikt voor verkenningsvluchten boven het westen van Polen. Het schip werd gedwongen te landen na een aanval op Mlawa tijdens de Slag bij Tannenberg. De bemanning werd gevangengenomen door de Poolse cavalerie tijdens een poging hun schip te verbranden.
ZI · ZII · vervanging ZII · ZIII · vervanging ZI · ZIV · tweede vervanging ZI · ZV · ZVI · ZVII · ZVIII · ZIX